# Kerri Pottharst
Kerri-Ann Pottharst (Adelaide, 25 de junho de 1965) é uma voleibolista de praia australiana.
Pottharst obteve medalhas olímpicas nas duas primeiras edições do esporte, integrado ao programa a partir de Atlanta 1996. Naquele ano conquistou a medalha de bronze, e competindo em casa quatro anos depois, foi campeã olímpica sem perder um set sequer durante toda a competição. Em ambas as conquistas teve Natalie Cook como parceira.
Após a conquista em Sydney, Pottharst decidiu se aposentar, mas logo retornou as competições. Classificou-se para sua terceira Olimpíada, em Atenas 2004, mas não chegou a brigar por medalhas junto com Summer Lochowicz.